# Парламентские выборы в Монголии (2008)
29 июня 2008 года в Монголии состоялись выборы в парламент страны. Всего на 76 мест в Великом государственном хурале баллотировались 356 кандидатов. Согласно официальным результатам, опубликованным 14 июля, по меньшей мере 39 мест получила правящая Монгольская Народно-революционная партия, а главная оппозиционная партия — Демократическая всего 25. В 10 округах потребовался пересчёт голосов.
Из 76 депутатов 20 были избраны от Улан-Батора, подсчет голосов производился вручную и не был публичным, а результаты отдельных избирательных участков не публиковались.

## Кампания
На выборах баллотировались 311 кандидатов от 11 партий и одной коалиции, а также 45 независимых кандидатов, причем только 28 из них были действующими депутатами парламента. Политические партии, обещали каждому гражданину выдать от природных богатств крупные суммы: демократы по 1 млн тугриков, МНРП по 1,5 млн тугриков.

## Результаты
Согласно результатам, опубликованным 14 июля, Монгольская народно-революционная партия получила не менее 39 мест, демократы же не менее 25, по крайней мере одно место досталось партии «Гражданская воля», а три места получили независимые кандидаты. Явка составила 74,3 %, что значительно ниже, чем 81,8 % на выборах 2004 года.
Окончательные результаты таковы:
| Партия                                                         | Места | Изменение | Процент | Изменение |
| -------------------------------------------------------------- | ----- | --------- | ------- | --------- |
| Монгольская народно-революционная партия                       | 45    | ▲ 8       | 52,67 % | ▲ 4,44 %  |
| Демократическая партия Монголии                                | 28    | ▼ 6       | 40,44 % | ▼3,84 %   |
| Гражданская воля                                               | 1     | ▼ 33      | 1,98 %  | ▼ 42,29 % |
| Зелёная партия Монголии                                        | 1     | ▲ 1       | 1,43 %  | ▲ 1,43 %  |
| Независимые                                                    | 1     | ▼ 2       | 3,48 %  | ▲0,07 %   |
| Исп./нед. бюллетени                                            | -     | -         | -       | -         |
| Итого                                                          | 76    | ▬0        | 100 %   | ▬0 %      |
| Источник: Архивная копия от 25 августа 2019 на Wayback Machine |       |           |         |           |

## Массовые беспорядки
После опубликования предварительных результатов 30 июня, показывающих победу Монгольской народно-революционной партии, председатель Демократической партии Эльбегдорж 1 июля заявил о фальсификации выборов и сообщил, что партия не признаёт результаты. Это вызвало массовые беспорядки в Улан-Баторе, в результате которых погибли 5 человек, была захвачена и сожжена штаб-квартира МНРП и нанесён ущерб на сумму более 10 миллиардов тугриков. 7 июля на пресс-конференции члены ДП заявили, что на выборах происходили массовые нарушения при регистрации избирателей.